# Omphalos (nouvelle)
Omphalos (titre original : Omphalos) est une nouvelle de science-fiction écrite par Ted Chiang et parue en 2019 dans le recueil Expiration traduit en français et paru en 2020.
Omphalos a été récompensé par le prix Locus de la meilleure nouvelle longue 2020.

## Résumé
Dans un XXe siècle alternatif où le créationnisme Jeune-Terre est prouvé scientifiquement, la pieuse archéologue Dorothea Morrel quitte une zone de fouille archéologique en Arisona pour donner une conférence publique à Chicagou. Elle y explique comment le dendrochronologie a déterminé que le monde avait 8 912 ans et indique que les premiers arbres ont été créés à pleine croissance car ils ont un noyau sans anneaux. En parallèle à cette conférence, la ville de Chicagou accueille une exposition de momies d'Atacama appartenant à la première génération d'êtres humains, créés à l'âge adulte par Dieu et donc dépourvus de nombril. Ces absences de signes apparents de croissance passionnent Dorothea, car elle y voit les signes que Dieu a voulu que les humains le comprennent à travers la science.
Après une rencontre avec sa cousine Rosemary et son mari Alfred, Dorothea comprend qu'une vente illégale de reliques provenant d'un musée est en cours. Les indices la conduisent à un bureau de poste à San Francisco, où, à sa grande surprise, le voleur s'avère être une toute jeune femme de dix-huit ans maximum, Wilhelmina McCullough. Elle est la fille du Dr Nathan McCullough, directeur de l'Université d'Alta California. Wilhelmina explique qu'elle n'a pas volé les reliques afin de gagner de l'argent mais dans le but de renforcer la foi des acheteurs avant que la récente découverte de son père ne soit rendue publique.
Nathan McCullough révèle à Dorothea qu'il a examiné un article scientifique rédigé par un astronome qui conteste le consensus selon lequel le Soleil est la seule étoile fixe de l'univers. Non seulement ses recherches démontrent que le Système solaire se déplace comme n'importe quelle autre étoile, mais qu'au mépris de la mécanique céleste, l'étoile 58 Eridani (en) est en rotation d'une durée de 24 heures autour d'un endroit apparemment vide et qui est au repos absolu par rapport à l'éther. Il estime que Dieu entretient miraculeusement un système stellaire géocentrique autour d'une planète véritablement immobile dont les habitants constituent sa véritable raison de créer l'univers. Cela pourrait signifier que l'humanité n’est qu'un test ou un effet secondaire involontaire et que l'humanité ne fait pas partie d'un plan divin et ainsi que la souffrance individuelle, comme par exemple la mort du fils du Dr McCullough, n'a aucun sens.
Très perturbée, Dorothea explique plus tard à sa cousine qu'elle prend un congé professionnel car elle trouve dorénavant son travail inutile. Cependant, quelques semaines plus tard, Dorothea envisage de reprendre son travail, réalisant que faire de la science pour le plaisir est tout aussi gratifiant, quel que soit le plan de Dieu.

## Accueil

### Critique
The Nation a considéré le principe de base d'Omphalos – un archéologue créationniste en conflit avec un astronome créationniste – comme « hilarant », mais a noté que la nouvelle n'est pas une œuvre humoristique et a souligné que Dorothea est une empiriste qui utilise la méthode scientifique.
Dans le Washington Post, Paul Di Filippo a qualifié la nouvelle de « magistrale et frappante » et l'a trouvée évocatrice de la nouvelle Par-delà l’océan de Philip José Farmer.

### Distinctions
Omphalos a remporté le prix Locus de la meilleure nouvelle longue 2020 et a été finaliste du prix Hugo de la meilleure nouvelle longue 2020 ainsi que du prix Theodore-Sturgeon 2020.